# Mickey Dennis
Mickey Dennis er en amerikansk basketballspiller, der i Danmark har spillet for både Sisu Copenhagen og Roskilde Basketball Club. Den 185 cm høje shooting guard har også spillet  for Team FOG Næstved i den danske Canal Digital Ligaen.
Tidligere har han også spillet i bl.a. Australien. Mickey Dennis er nu træner i Hvidovre.
| Basketballspiller | Spire Denne biografi om en basketballspiller er en spire som bør udbygges. Du er velkommen til at hjælpe Wikipedia ved at udvide den. |